# Phalaenopsis aphrodite
Espèce
Phalaenopsis aphrodite est une espèce de plantes à fleurs de la famille des Orchidaceae (les orchidées) et du genre Phalaenopsis originaire des Philippines.